# تخشين (عمارة)

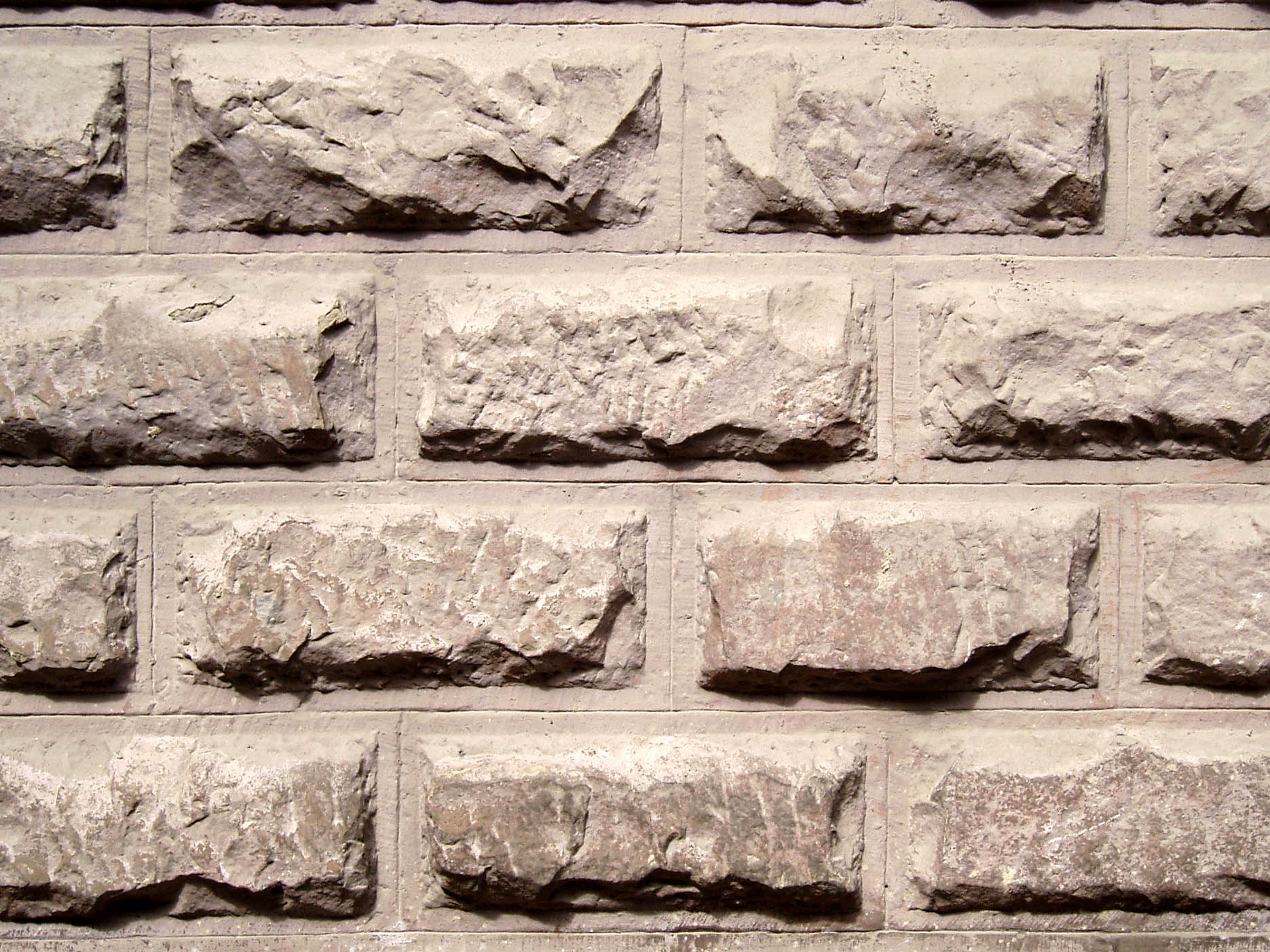
احد انواع التخشين

التخشين هو مجموعة من تقنيات بناء الحجر تُستخدم في العمارة الكلاسيكية، تعطي الأسطح المرئية ملمسًا نهائيًا يتناقض مع تقنية بناء الحجر التي تُسمى أشلار والتي تتميز بكون الحجارة فيها ملساء ومربعة الشكل. يُقص الوجه المرئي لكل قطعة على حدة حول الحواف لجعل حجمها ومكانها واضحًا للغاية، إضافة إلى ذلك، يمكن إعطاء الجزء المركزي من وجه كل قطعة سطحًا خشنًا أو منقوشًا بخشونة عن عمد.
عادة ما يجري «تجهيز» الحجر المخشن أو تربيعه بدقة من جميع جوانبه باستثناء الوجه الذي سيكون مرئيًا عندما سيوضع في مكانه. ينتج عن هذا وصلات عريضة تؤكد حواف كل كتلة، من خلال إعطاء الحواف زاوية («مفصل القناة») أو إخفائها قليلًا. قد يكون الجزء الرئيسي من الوجه المكشوف للحجر مسطحًا وناعمًا أو يُترك كما هو أو يجري العمل عليه ليبدو أكثر أو أقل خشونة. غالبًا ما يُستخدم التخشين لإعطاء وزن بصري للطابق الأرضي الذي يتناقض مع مظهر الأشلار في الطوابق الأعلى. على الرغم من أن الغاية من هذه التقنية هي نقل البساطة «الريفية»، إلا أن التشطيبات النهائية بدت اصطناعية للغاية، وكثيرًا ما جرى العمل بعناية على الوجوه النهائية للحجر لتحقيق طبقة نهائية خشنة.
استُخدم التخشين في العصور القديمة، لكنه أصبح شائعًا بشكل خاص في الأساليب الكلاسيكية الإحيائية لعمارة عصر النهضة الإيطالية والفترات اللاحقة، لاسيما في الطوابق السفلية للمباني العلمانية. استمر استخدام الأسلوب في بعض أساليب العمارة المعاصرة.
هناك تشطيبات نهائية مشابهة وشائعة جدًا في عمارة العصور الوسطى، خصوصًا في القلاع والجدران والمباني المشابهة، لكنها كانت نتيجة عدم الرغبة في إنفاق الأموال الإضافية التي كانت تتطلبها تقنية الأشلار في مبنى معين، وافتقرت إلى التركيز المتعمد على الوصلات بين الكتل الحجرية. على الرغم من أنه غالبًا ما يحقق تأثيرًا زخرفيًا، وهذا ما يُعتبر منتجًا ثانويًا، فإن استغلال التأثير المعماري داخل المبنى الواحد للتناقضات بين الأسطح المخشنة وأسطح الأشلار نادرًا ما يُنظر إليه. تظهر غاية أخرى من استخدام هذه التقنية في بعض المباني مثل قصر فيكيو في فلورنسا (بدأ عام 1298)، إلى جانب توفير التكاليف، قد تكون متعلقة في عرض القوة والسلطة الذي يظهر من خلال استخدامها في العمارة العسكرية. شاع استخدام التشطيبات النهائية الخشنة للحجر خارج التقليد الأوروبي، لكنها لم تندرج تحت مسمى التخشين بشكل عام. عادة ما تستخدم قواعد القلاع اليابانية والتحصينات الأخرى الحجر الخام على سبيل المثال، وغالبًا ما تتميز بمظهر جذاب للغاية.

## لمحة تاريخية
اكتسبت هذه التقنية شعبية لأول مرة خلال النهضة، عند انتهاء الأعمال الحجرية التي تستخدم هذا الأسلوب في الطوابق السفلية وكامل الواجهات في بعض الأحيان، على الرغم من أنها عُرفت بين عدد قليل من مباني العصور اليونانية والرومانية مثل بورتا ماجوري في روما. استُخدمت التقنية بشكل عام في المباني العلمانية، وظلت غير شائعة في الكنائس، ربما بسبب الارتباط طويل الأمد بعمارة القوة العسكرية، إلا أن هناك عدد من الاستثناءات مثل كنيسة سانت غايلز في الحقول، لندن (1730-1734).
ربما كان قصر ميديتشي ريكاردي في فلورنسا، هو المثال الأقدم والأكثر نفوذًا، وقد بُني بين عامي 1444 و1484، باستخدام أسلوبين متناقضين في التشطيبات النهائية. يمتلك الطابق الأرضي مظهرًا وعرًا وغير منتظم، مع تباين في درجة بروز أجزاء من وجوه الكتل الحجرية عن الجدار، ونادرًا ما تتساوى مع بعضها في وقت لاحق. في الأعلى، التخشين هو مجرد تأكيد على الكتل الفردية وجميع الوجوه سلسلة ومتساوية. هناك في فلورنسا أيضًا، قصر ستروتسي، بدأ في عام 1489، مع مساند مستديرة كبيرة، والجزء الأمامي من قصر بيتي الذي بدأ عام 1458، اللذين استُخدمت تقنية التخشين على كامل واجهاتهما. استخدمت هذه الواجهات النظم الكلاسيكية فقط في بعض العناصر مثل الموليون والآيديكولس، مع الأشكال المقوسة التي تستخدم التخشين في الزخارف الرئيسية من الجدران الرئيسية المسطحة الضخمة. بدأ قصر روتشيلاي في ستينيات القرن الخامس عشر، بإضفاء الطابع الكلاسيكي على هذه الواجهات، وذلك باستخدام أسلوب الواجهة الملساء في جميع أنحائه، باستثناء الأعمدة في كل المستويات.
قدم دوناتو برامانتي في قصر كابريني («قصر رفائييل»، بحلول عام 1510، المدمر اليوم)، نموذجًا قياسيًا لدمج تقنية التخشين مع النظم. أعطت القوة الواضحة للأروقة المعمدة ذات الأقواس العمياء مع التأكيد على لبنة العقد في الطابق الأرضي المخشن (الذي يستخدم الجص في الواقع)، الدعم المطمئن لأعمدة الطابق الأعلى الدورية المزدوجة التي تستند على دعامات مخشنة ومثبتة مقابل جدار أملس.
تبنى الجيل التالي من المعماريين الأسلوبيين هذه التقنية بحماس، وكان في مقدمتهم جوليو رومانو. لذلك بُنيت معظم الأمثلة المبكرة على هذا الأسلوب «الريفي» للرعاة الراقيين في مراكز الذوق الرائدة. وُسعت قصر ماكاراني ستاتي في روما وقصر تي في مانتوا لجوليو رومانو لبنة العقد بشكل أكبر، واستخدم الفناء في مانتوا هذه التقنية، مع وجود بعض الكتل التي تستخدم تقنية أشلار والبعض الآخر يبرز أبعد عن البقية، بينما تتوضع الكتل الأكبر حجمًا في موقع أعلى من موقع الأصغر منها. استمتع الكاتب المعماري الأسلوبي سيبستيانو سيرليو وغيره من أبناء جيله بالتناغم بين العناصر المعمارية المخشنة والمنجزة بشكل كامل. في العمل الخشبي لبوابة سيرليو التي تعود لبحثه من عام 1537، يربط الشريط المخشن من الجدار والمحمول مباشرة من خلال الأعمدة المتصلة والقوالب التي تحيط بالبوابة، جميع العناصر مع بعضها.
قدم الإيطاليون الذين جُلبوا لتوسيع قصر فونتينبلو هذه التقنية إلى فرنسا، واستغرق انتشارها إلى ألمانيا وإنجلترا فترة أطول، لكنها وصلت إلى جميع أنحاء أوروبا بحلول نهاية القرن السادس عشر. في بيت الولائم الخاص به في لندن (1619)، أعطى إنيغو جونز طبقة رقيقة مخشنة للسطح للتأكيد على الكتل في كلا الطابقين، ومن أجل توحيدهما خلف نظم الأعمدة والدعامات.